# Pleszew
Pleszew (deutsch Pleschen) ist eine Stadt in der Woiwodschaft Großpolen in Polen. Sie ist Sitz des Powiat Pleszewski und der Stadt-und-Land-Gemeinde Pleszew.

## Geographie
Die Stadt liegt im Osten der Woiwodschaft in der historischen Region Großpolen, etwa achtzig Kilometer südsüdöstlich der Stadt Posen und 35 Kilometer nordöstlich der Stadt Krotoszyn (Krotoschin).

## Geschichte

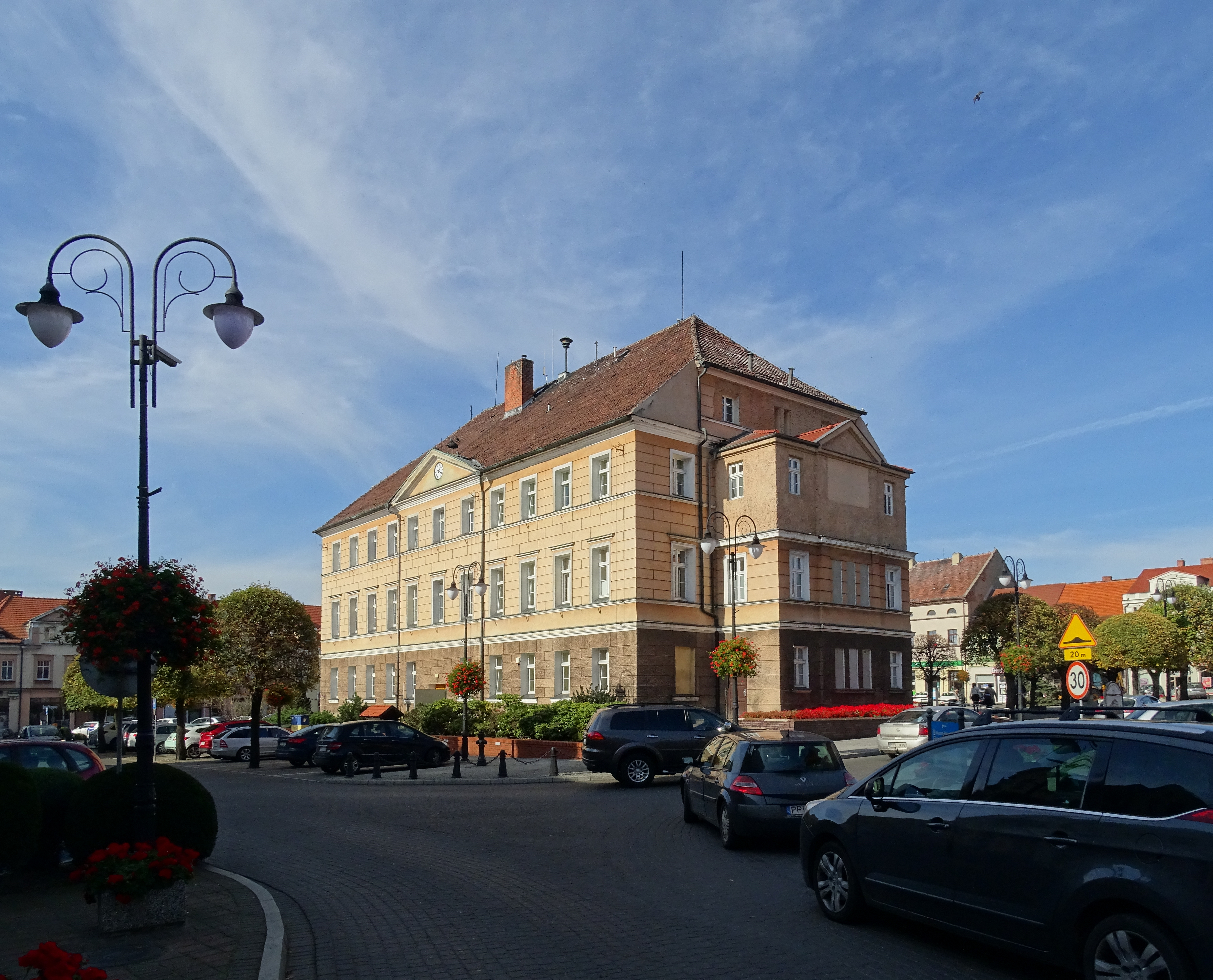
Rathaus (2019)

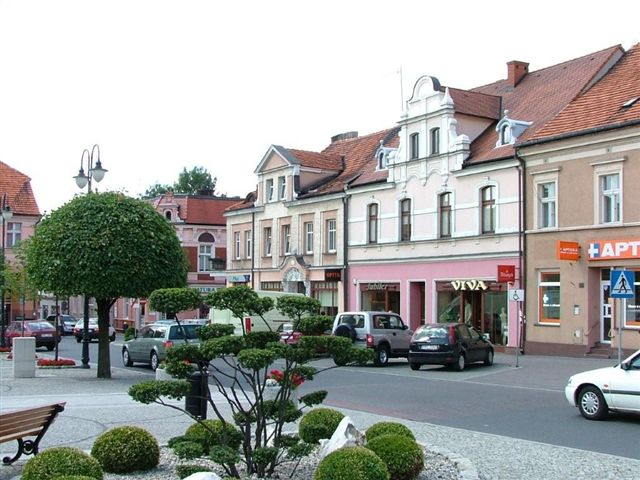
Häuserreihe am Alten Markt (2010)

Die Stadt entstand im Mittelalter und hatte einen Grundherrn. Wann das Stadtrecht verliehen wurde, ist unbekannt. Pleschen befand sich um 1525 im Besitz der Herzogin Anna, Witwe des Herzogs Nikolaus VI. von Ratibor, denn am 19. Mai 1525 verschrieb sie Pleschen ihren Vettern, den Gebrüdern Matthias, Kastellan von Schrimm, und Johann von Gostycki, und vermachte testamentarisch der Kirche von Pleschen 500 Gulden. Im 17. Jahrhundert profitierte die Stadt von der Niederlassung deutscher Protestanten, die an ihren Heimatorten drangsaliert worden waren. Der Grundherr Peter Sziminuta lud sie am 6. September 1637 unter Gewährung deutschen Rechts ein.
Die Stadt kam 1793 an Preußen. Am Ende des 18. Jahrhunderts hatte Pleschen 227 mit Holz und Schindeln gedeckte Häuser, zwei katholische Kirchen, eine evangelische Kirche, zwei Mühlen, eine Apotheke und zahlreiche Handwerksbetriebe. Eine Branntweinbrennerei war nicht vorhanden.
Pleschen war seit dem 21. März ein Hauptpunkt des Polnischen Aufstands im Großherzogtum Posen im Frühjahr 1848. Am 22. März wurden die Abzeichen der preußischen Herrschaft abgerissen, und die in der Stadt stationierten Soldaten verließen sie. Manche Einwohner ergriffen die Flucht. Unter den Führern Lipsky und Swiderski war in Pleschen ein Insurgenten-Sammellager mit Magazinen und einem Lazarett eingerichtet worden, das fortwährend Zulauf aus dem benachbarten Russisch-Polen hatte; am 7. April traf in Krotoschin der Landrat des Kreises Pleschen ein, der geflohen war und sich weigerte, mit den Aufständischen zu kooperieren. In Pleschen wurden Barrikaden errichtet; Bialorskorski befehligte hier die polnischen Insurgenten. Am 15. Mai besetzten jedoch preußische Truppen Pleschen wieder und führten den Bürgermeister Kant in sein Amt zurück.
Um die Wende vom 19. zum 20. Jahrhundert war Pleschen Eisenbahn-Knotenpunkt der Staatsbahnlinie Posen – Kreuzburg und der Kleinbahn Krotoschin – Posen und hatte eine evangelische Kirche, eine katholische Kirche, eine Synagoge, eine Präparandenanstalt, ein Waisenhaus, ein Sanitätshaus, ein Amtsgericht, eine Reichsbanknebenstelle, ein Elektrizitätswerk, eine Maschinenfabrik und eine Dampfmühle.
Im Jahr 1918 war Pleschen Kreisstadt des Kreises Pleschen im Regierungsbezirk Posen der preußischen Provinz Posen im Deutschen Reich. Nach Ende des Ersten Weltkriegs musste die Stadt aufgrund der Bestimmungen des Versailler Vertrags am 10. Januar 1920 an die Zweite Polnische Republik abgetreten werden.
Nach dem Überfall auf Polen durch die deutsche Wehrmacht am 1. September 1939 wurde die Stadt wieder in das Reichsgebiet eingegliedert. Der Ort wurde Teil des Reichsgaus Posen und nach dessen Umbenennung 1940 Teil des Warthegaus. Gegen Ende des Zweiten Weltkriegs erreichte die Rote Armee den Ort im Januar 1945. Die Region mit der Stadt Pleschen kam an die Volksrepublik Polen.
| Jahr | Einwohner | Anmerkungen |
| ---- | --------- | --- |
| 1799 | 1568      | Stadt, mit zwei katholischen Kirchen, einer evangelischen Kirche, einem anderen öffentlichen Gebäude, zwei Mühlen, einer Apotheke und 227 mit Holz und Schindeln gedeckten Wohnhäusern                                                                                           |
| 1803 | 1882      | Stadt |
| 1816 | 2446      | Stadt, darunter 249 Evangelische, 1958 Katholiken und 236 Juden; nach anderen Angaben 2130 Einwohner |
| 1821 | 2828      | in 354 Privatwohnhäusern |
| 1826 | 3000      | adlige Stadt, mit zwei katholischen Kirchen, 365 Häusern, dem Kreisamt und einem Friedensgericht |
| 1837 | 4392      | Stadt, mit 365 Häusern |
| 1843 | 4927      | [ 2 ] |
| 1852 | 4943      | am Jahresende |
| 1861 | 6182      | [ 2 ] |
| 1871 | 6106      | Stadtgemeinde, am 1. Dezember, davon 1836 Evangelische, 3210 Katholiken, 21 sonstige Christen und 1039 Juden |
| 1880 | 6336      | [ 9 ] |
| 1890 | 6126      | davon 1519 Evangelische, 3953 Katholiken und 654 Juden (3100 Polen) |
| 1905 | 7533      | am 1. Dezember, darunter 1946 mit deutscher Muttersprache (1716 Evangelische und 230 Katholiken) und 5179 mit polnischer Muttersprache (drei Evangelische und 5176 Katholiken), außerdem 395 Juden; nach andere Angaben 7551 Einwohner, darunter 1716 Evangelische und 391 Juden |
| 1910 | 8049      | am 1. Dezember, davon 2251 mit deutscher Muttersprache (1771 Evangelische, 187 Katholiken, vier sonstige Christen oder Andersgläubige und 289 Juden) und 5703 mit polnischer Muttersprache (vier Evangelische und 5699 Katholiken)                                               |

## Gemeinde
Zur Stadt-und-Land-Gemeinde (gmina miejsko-wiejska) Pleszew mit 29.596 Einwohnern (Stand 31. Dezember 2020) gehören die Stadt selbst – mit zehn Stadtteilen und 28 Dörfer mit Schulzenämtern (sołectwa):
Gemeindepartnerschaften
- Morlanwelz
- Saint-Pierre-d’Oléron (seit 1997)[15]
- Spangenberg (seit 1997)[16]
- Westerstede (seit 2004)

## Verkehr
Die Stadt liegt an der Bahnstrecke Kluczbork–Poznań, früher bestand außerdem die Kreisbahn Krotoschin–Pleschen, die Stand 2015 noch im Sommer vom Bahnhof Pleszew bis zum Stadtbahnhof (Pleszew Miasto) betrieben wird.

## Persönlichkeiten
- Hermann Frank (1858–1942), Chirurg, Sachbuchautor und Publizist
- Julius Blau (1861–1939), Jurist
- Aron Heppner (1865–1938), Rabbiner im Posener Land und Archivar in Breslau
- Hugo Leichtentritt (1874–1951), Musikwissenschaftler
- Siegfried Grzymisch (1875–1944), Bezirksrabbiner
- Wanda von Bernhard (1879–1958), deutsche bzw. russische bzw. sowjetische Pianistin und Musikpädagogin
- Theodor Walter Elbertzhagen (1888–1967), Schriftsteller
- Richard Wielebinski (* 1936), australischer Radioastronom
- Carsten Thomas Ebenroth (1943–2013), Rechtswissenschaftler
- Hanna Suchocka (* 1946), erste weibliche Ministerpräsidentin Polens (1992–1993)
- Andrzej Franciszek Dziuba (* 1950), römisch-katholischer Bischof
- Daniela Zdunek (* 1982), deutsche Basketballspielerin